# Lago Ferchen
El lago Ferchen (en alemán: Ferchensee) es un lago situado en la región administrativa de Alta Baviera, en el estado de Baviera (Alemania), a una elevación de 1060 metros; tiene una profundidad media de 20 metros. 